# El agujero (Cienciología)
"El Agujero " es el nombre de un edificio de detención (también llamado SP Hole, A to E Room (cuarto A hasta 3 o CMO Int trailers) operado por la Iglesia de Cienciología en el complejo privado de Gold Base, localizado en Hemet, Condado de Riverside, California. Decenas de sus altos ejecutivos han estado confinados dentro del edificio durante meses o hasta años. Consiste en un conjunto de  remolques de doble ancho dentro de un complejo de la Cienciología, unidos para formar un conjunto de oficinas que anteriormente utilizaba el equipo directivo internacional de la Iglesia. Según exmiembros de la Cienciología e informes de medios, a partir del 2004, el líder de la Iglesia , David Miscavige, envió a docenas de altos mandos de la iglesia al Agujero. El Tampa Bay Times lo describió en un artículo de enero de 2013 como:

Un lugar de confinamiento y humillación donde la cultura administrativa de la Cienciología, (volviéndose más extremo). En el interior, un quién es quién del liderazgo de Cienciología se atacaba unos a otros con brutales latigazos, e incluso con manos y puños. Se intimidaron mutuamente para que se arrastraran de rodillas y se pararan en botes de basura y confesaran cosas que no habían hecho. Vivían en condiciones degradantes, comiendo y durmiendo en espacios reducidos diseñados para uso de oficina.

Se informa que los ejecutivos confiados en el Agujero ascendían a 100 de las figueras más importantes de a gestión de la Cienciología, incluido el presidente de la igleas de la Cienciología Internacional, Heber Jentzsch. Se dice que algunas personas pasaron allí mese o incluso años. Después de que algunos lograron escapar de la prisión y de la secta, dieron relatos de sus experientcia a los medios de comunicación, tribunales y al FBI, lo que generó una publicidad generalizada sobre las duras condiciones que supuestamente habían soportado. La Iglesia de la Cientología ha negado estos relatos. Dicen que "el Agujero no existe y nunca existió", afirmando que nadie había sido retenido contra su voluntad. Sin embargo, reconoce que sus miembros están sujetos a "una disciplina religiosa, un programa de ética y corrección, adoptando voluntariamente como parte de sus prácticas religiosas".

## Trasfondo
La instalación conocida como el Agujero está ubicada en la Base de oro de la Iglesia de la Cienciología, construida en el sitio de un centro turístico llamado Gilman Hot Springs en la ciudad californiana de San Jacinto, California. La base cubre 210 hectáreas atravesada por una carretera pública, Gilman Springs Road, justo al lado de la[Ruta 79 del estado de California. Fue adquirido en secreto por la secta en 1978, bajo el alias de "Scottish Highland Quietude Club".
Scientology estableció allí una base secreta que estaba integrada por miembros de la Organización del Mar, un núcleo interno de cienciólogos que es se dice que suman entre cinco y siete mil personas. Ahora hay dos bases de Sea Org en el complejo: Gold, que alberga el estudio de cine interno de la Iglesia Producciones Golden Era, e Int, la sede internacional de la Iglesia, aunque en la práctica todo el sitio suele llamarse Gold Base.
Los miembros de Sea Org están sujetos a un rígido código de disciplina conocido como "ética y justicia de Scientology" que hacen cumplir los funcionarios de ética. Se anima a los cienciólogos a estar atentos a cualquier miembro que viole los códigos de ética y a presentar "informes de conocimiento" sobre cualquier violación que detecten. Si se violan los códigos de ética, un "juicio" por parte de un Comité de Evidencia puede dar lugar a castigos como la asignación a la Fuerza del Proyecto de Rehabilitación (RPF por sus siglas en inglés). Estos castigos, que pueden durar meses o años, suelen consistir en un régimen de trabajo físico y largas confesiones diarias de "propósitos malvados". Estas asignaciones también se pueden recibir por realizar mal el trabajo, mostrar indicadores de personalidad negativos (dudas, hostilidad, etc.) o causar problemas.Personas asignadas en este de ninguna manera se mantienen aislados y se les prohíbe tener contacto con otros miembros del culto y el público.
Según Marc y Claire Headley, dos cienciólogos que abandonaron la Iglesia en 2005, a los residentes de la base no se les permite salir sin el permiso de un supervisor y tienen que trabajar al menos dieciséis horas al día, desde las 8:00 a. m. hasta pasada la medianoche, con horarios más cortos los domingos y poco tiempo para socializar. Las comunicaciones con el mundo exterior están efectivamente cortadas; los teléfonos móviles y el acceso a Internet están generalmente prohibidos, el correo está censurado y los pasaportes se guardan en un archivador cerrado con llave. El perímetro de la base está estrechamente vigilado las 24 horas. Está rodeado de vallas altas rematadas con púas y alambre de púas y monitoreadas por sensores de movimiento orientados hacia adentro para detectar a cualquiera que intente salir del complejo. El Tampa Bay Times informó que docenas de trabajadores intentaron escapar de la base (algunos de ellos repetidamente) pero fueron capturados y devueltos por los "equipos de persecución" de Sea Org. Se dice que los fugitivos fueron sometidos a aislamiento, interrogatorio y castigo a su regreso al complejo.

## Origen

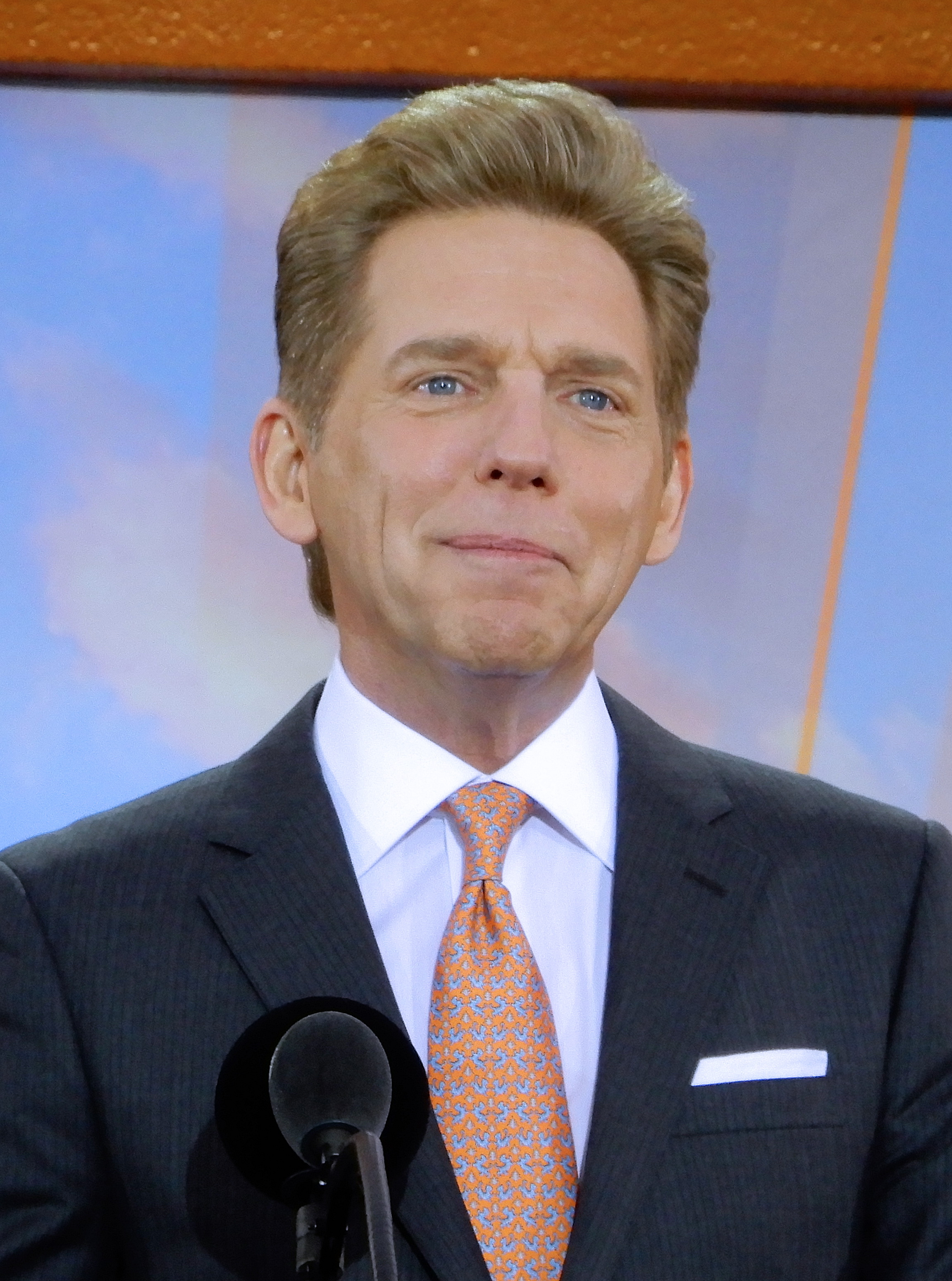
David Miscavige, el actual líder de la Iglesia de la Cienciología

Los desertores del culto dicen que alrededor del 2002, el líder de la Iglesia David Miscavige comenzó a abofetear, patear, golpear o empujar públicamente a los ejecutivos de la base que lo habían enojado. John Brousseau, administrador de la base Gold y miembro veterano de la Sea Org, dijo que Miscavige criticaba repetidamente el trabajo de sus subordinados, "constantemente reprendiéndolos, criticando todo lo que hacían, señalando deficiencias, ineficacia, falta de resultados, culpándolos, todo sobre ellos y su incapacidad para hacer algo bien, y por otro lado diciendo que él tiene que hacer todo él mismo". Las reuniones de alto nivel se convirtieron en asuntos tensos salpicados de "diatribas profanas y denigrantes".
Según correos electrónicos que se dice provienen del "Comunicador" de Miscavige (el asistente personal responsable de transmitir los mensajes transcritos del líder), él rutinariamente reprendía a sus subordinados con términos como "CSMF" (las siglas en inglés dede "hijo de puta chupapollas").
Se reintrodujo una práctica llamada "overboarding" como método adicional para imponer la disciplina en la base. Fue ideado durante la década de 1960, cuando el fundador del culto, L. Ron Hubbard, vivía a bordo de un antiguo ferry de ganado del Mar de Irlanda Royal Scotman (más tarde llamado Apollo), en el que vagaba por el Mediterráneo en el jefe de una pequeña flota de barcos tripulados por miembros de Sea Org. En respuesta a las violaciones percibidas, los cienciólogos fueron arrojados por la borda del barco; a veces los ataban y les vendaban los ojos antes de arrojarlos por la borda. Los portavoces de Scientology describen la práctica como "un ritual de Sea Org similar a las tradiciones de otras órdenes religiosas" y "parte de la justicia eclesiástica".

## Vida en el agujero
De 2004 a 2007, el número de personas confinadas en el Agujero aumentó de 40 a 100. Dormían en catres o sacos de dormir, apretujados en todos los espacios disponibles en el suelo o en los escritorios. Los hombres dormían alrededor de la mesa de conferencias mientras que las mujeres dormían en cubículos y pequeñas oficinas alrededor de la sala de conferencias principal. Estaban tan abarrotados que apenas había espacio para moverse, según uno de los presentes: "Todos dormían con sólo unos quince centímetros a cada lado. Por encima y por debajo. Al levantarse en mitad de la noche, uno molestaba a todos."
Sólo se les permitía salir para asistir a eventos de Scientology o para que los llevaran a una ducha en un taller de mantenimiento cercano, al que los llevaban de dos en dos bajo vigilancia. La comida les llegaba en carritos de golf desde el comedor de Gold Base, ya que a los ejecutivos no se les permitía comer con el resto del personal y sólo se les daba de diez a quince minutos para comer.
Según uno de los ejecutivos, la comida era "como sobras, desperdicios, trozos de carne, sobras espesas tiradas en una olla y cocidas y apenas comestibles".
Se decía que el edificio estaba infestado de hormigas y en varias ocasiones se cortó la electricidad, lo que provocó que la temperatura en el interior alcanzara más de 40 grados centígrados debido a la falta de aire acondicionado. Brousseau comentó que cuando visitaba el agujero de vez en cuando, "se podía oler que la gente vive aquí, la gente duerme aquí". Vio a los ejecutivos siendo llevados a otros lugares de la base para ducharse; su impresión fue que "parecía que los estaban llevando a la horca (...) simplemente parecían sin vida, sin ningún propósito. Criaturas muy abatidas, hombros caídos, encorvados, muy tristes y que miraban hacia adentro". 
Brousseau dijo que sólo se les permitía salir "en ciertos momentos del día que se considerarían los menos probables en los que DM [Miscavige] se encontraría con ellos si estuviera en la propiedad. Marchaban hasta Old Gilman House para tomar una ducha y regresar porque no tenían instalaciones de ducha dentro del Agujero. Más tarde se actualizó para permitirles bajar al garaje."
A veces a los ejecutivos se les permitía salir por un corto tiempo para asistir a eventos del culto, pero muchos terminaron pasando meses o incluso años en el Agujero.

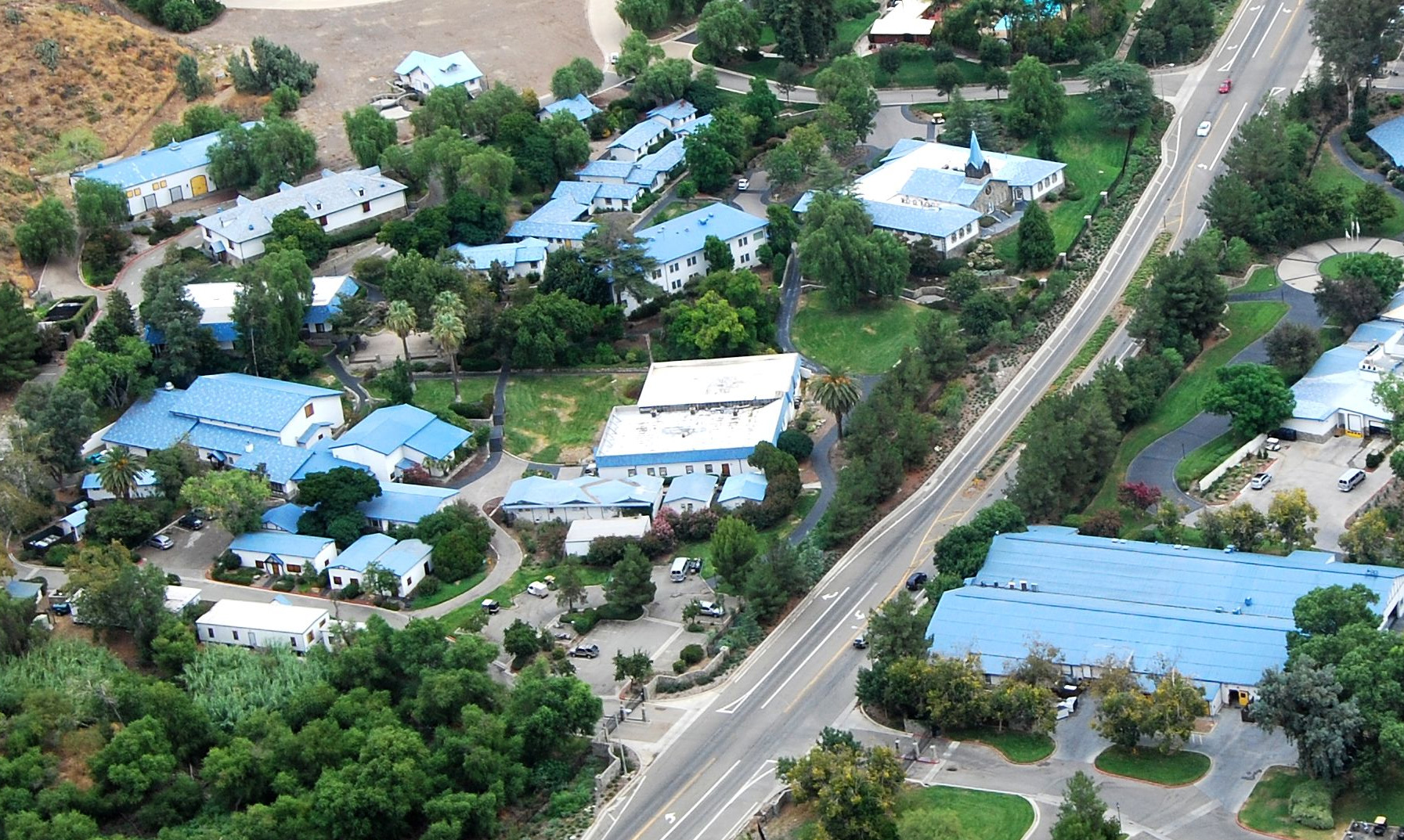
Vista aérea del Agujero (el edificio de techo blanco en el centro de la foto). El taller de mantenimiento, donde se instalaron duchas improvisadas para los ejecutivos confinados, es visible en la parte inferior derecha al otro lado de la calle.

Las personas que más tarde fueron identificadas por los medios como retenidas en el Agujero representaban quién es quién de la alta dirección del culto. Entre ellos se encontraban Debbie Cook, directora de la Organización de Servicio de Banderas de la Iglesia de la Cienciología; Heber Jentzsch, presidente de la Iglesia de la Cienciología Internacional; Guillaume Lesevre, Director Ejecutivo Internacional y alto funcionario administrativo de la iglesia; Mark Rathbun, inspector general del Centro de Tecnología Religiosa; Wendell Reynolds, director financiero internacional; Mike Rinder, comandante de la Oficina de Asuntos Especiales; Kurt Weiland, director de asuntos externos de la Oficina de Asuntos Especiales; Marc Yager, el comandante de la Organización de Mensajeros del Comodoro; y Norman Starkey, el excapitán del barco de Hubbard, el Apolo.
Los ejecutivos que finalmente escaparon del Agujero han dicho que sus ocupantes fueron obligados a practicar confesiones grupales en las que confesarían supuestas transgresiones contra Miscavige, malos pensamientos que habían tenido sobre Cienciología y revelarían sus fantasías sexuales. Cook, que pasó siete semanas en el Agujero en 2007, dijo que "la mayor parte del tiempo las actividades [en el Agujero] consistían en confesar tus propios pecados o cosas malas que habías hecho, o lograr que otras personas confesaran los suyos". ." Rinder comentó sobre la extraña dinámica personal del Agujero: "Estos eran tus amigos, personas con las que habías viajado. Pero entonces, ¿te metes en el Agujero? No puedes confiar en nadie".
Rinder dijo al "Tampa Bay Times" que los interrogatorios "serían llevados a cabo por quienquiera que estuviera allí más de veinte personas, treinta personas, cincuenta personas, todas de pie y gritándote, y al final era una especie de "Se ha convertido en violencia física y tortura para arrancar estas 'confesiones' a la gente".
Según Rinder, las confesiones a veces eran dictadas por Miscavige, pero lo más habitual era que los internos del Agujero se obligaran unos a otros a confesar: "Las cincuenta personas que hay allí me gritan, diciéndome que tengo que confesar. Ya hice eso, ¿por qué no lo admito? Robé dinero, tuve aventuras. la gente literalmente inventaba tonterías y empezaba a gritarlas, y luego la mafia se volvía loca: 'Oh ¡Sí, debe haber sido eso!".
Tom De Vocht, que también estaba en el Hole, recordó que "todo el mundo en esa maldita habitación (...) la gente está salvaje y fuera de control, le di un puñetazo a alguien. Todo el mundo recibió puñetazos. Y gritaban y chillaban. Fue como, '¿Qué diablos está pasando aquí?". De Vocht racionalizó su propia participación basándose en la autodefensa: "Si no ataco, me atacarán. Es un instinto de supervivencia en una situación extraña en la que nadie debería estar."
La presión evidentemente funcionó, ya que Rinder escribió una "Disculpa y Anuncio" el 4 de junio de 2005 en la que le dijo a Miscavige: "Reconozco muy claramente cuán traicionero he sido hacia usted y hacia la Cienciología". Posteriormente comentó que tales confesiones escritas "se leen como informes de prisioneros de guerra norcoreanos",  en alusión a la forma en que los prisioneros de guerra de la Guerra de Corea detenidos en Corea del Norte fueron obligados a someterse a un lavado de cerebro para renunciar a su mentalidad "imperialista reaccionaria". Explicó al Tampa Bay Times por qué la gente no salía simplemente del Agujero: "Si te vas, vas a perder el contacto con tu familia y con tus amigos que sean cienciólogos. Todo el tiempo tienes la sensación de que el único La razón por la que alguien deja un grupo como ese es porque es malo, porque has hecho algo que te obliga a tener que irte".
Señaló que la gente había invertido mucho en la Cienciología, que los miembros de la Sea Org habían "asumido un compromiso más allá de una sola vida" y que la actitud predominante era que "he vivido muchas vidas y hay muchas Las experiencias que he tenido son mucho peores que ésta, así que puedo aguantar esto y soportarlo".
Lo que estaba sucediendo en el Agujero ocurrió fuera de la vista de los demás miembros del personal de la Base de oro, pero estaba claro que no sería bueno que lo enviaran allí. Según el autor Lawrence Wright, "toda la base quedó paralizada por la ansiedad de ser arrojada al Agujero. La gente intentaba desesperadamente controlar sus pensamientos, pero era difícil guardar secretos cuando los miembros del personal eran constantemente controlados por seguridad. con E-Metros." Wright informa que las declaraciones de Miscavige fueron transcritas para los ejecutivos en el Agujero, quienes luego tendrían que leerlas repetidamente en voz alta entre ellos.

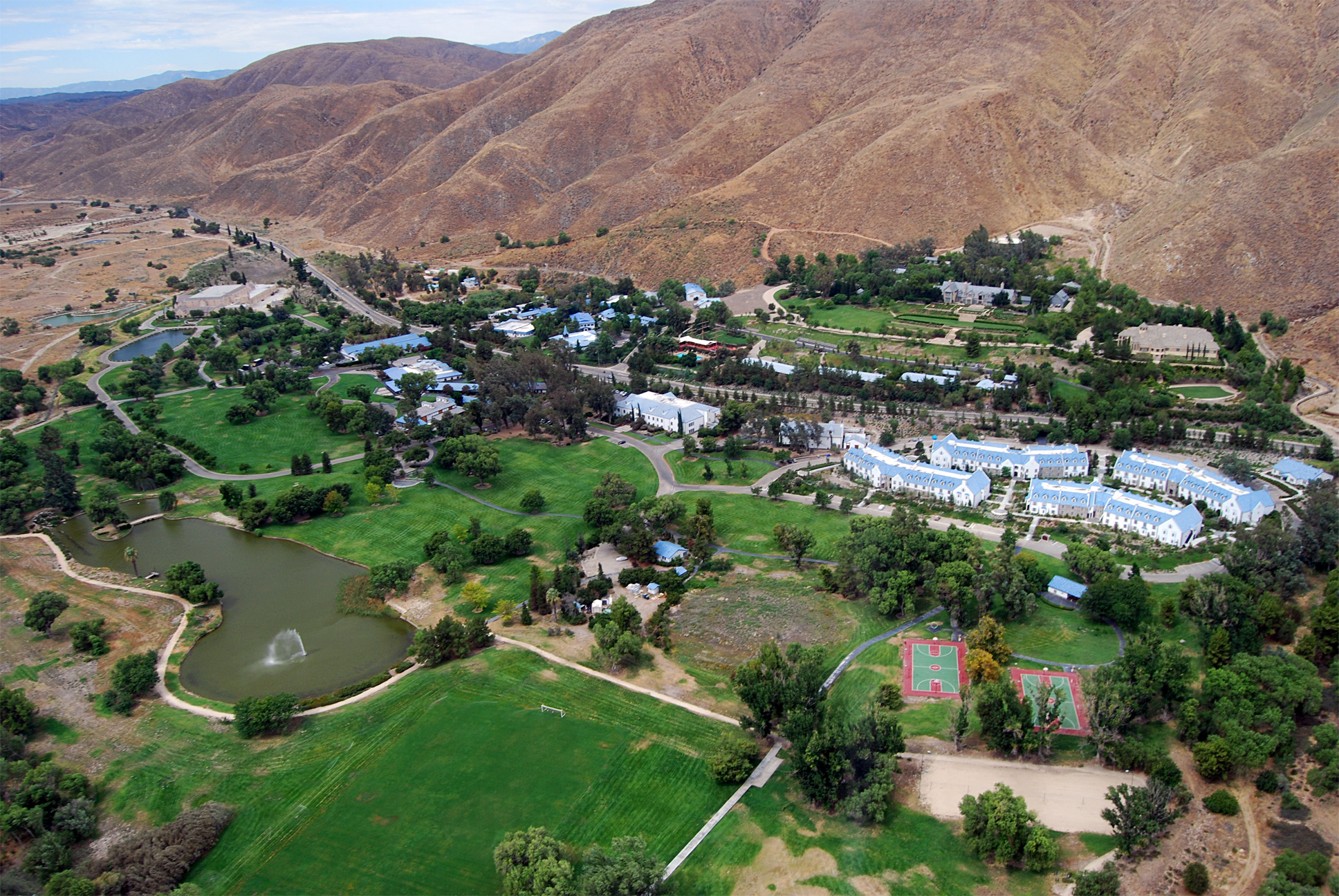
Vista aérea de la Gold Base. En el extremo izquierdo de la foto se puede ver el lago en el que "cayeron por la borda" los ejecutivos en mitad de la noche.

Exmiembros de la secta han dicho que las condiciones empeoraron en 2006 después de que varios ejecutivos escaparon. Se reforzaron las medidas de seguridad para evitar que los ejecutivos confinados "soplen" (salgan). Brousseau dice que le ordenaron colocar barras de acero en las puertas del edificio y que se modificaron las ventanas para que solo pudieran abrirse unos pocos centímetros. Otro miembro del personal se opuso, señalando que cualquier persona ajena podía ver los barrotes. Fueron retirados después de unas semanas, pero el edificio estuvo vigilado las 24 horas del día para evitar más fugas. La Iglesia de la Cienciología niega que alguna vez se hayan instalado barras y dice: "Cualquier acusación de instalación de barras retener a la gente contra su voluntad es falso y malicioso y se niega."
Según Rinder, desde 2006 los directivos que se sometían a "confesiones de grupo" eran obligados a permanecer en grandes cubos de basura en el centro del suelo con carteles colgados del cuello en los que se escribían diversas declaraciones despectivas. Rinder describió cómo se volvió "relativamente rutinario" que las personas fueran "abofeteadas, golpeadas, patadas, empujadas, arrojadas contra la pared" para obligarlas a confesar. Le dijo al Tampa Bay Times que a él y a otras personas los obligaban a gatear continuamente sobre una alfombra áspera alrededor de una mesa de una sala de conferencias con las perneras de los pantalones arremangadas, y les pateaban por detrás si se detenían, lo que les provocaba graves contusiones y rodillas raspadas después de días de tal trato.
Hubo una escalada en el nivel de confesiones exigidas, de modo que se volvieron "cada vez más dramáticas y exageradas para ser aceptables". Describió cómo obligaron a Weiland a sentarse debajo de un respiradero con el sistema de enfriamiento en alto, mientras le vertían agua fría sobre la cabeza. Después de aproximadamente una hora, estaba "temblando tan incontrolablemente y sus labios estaban tan completamente azules que era incapaz de hablar". Weiland negó al Times que este incidente haya ocurrido alguna vez.
Cook testificó en un tribunal de San Antonio en 2012 que había estado hablando por teléfono con Miscavige cuando dos cienciólogos entraron por la ventana de su oficina y la agarraron, llevándola al agujero. Dijo que posteriormente la habían "puesto en un cubo de basura, le habían echado agua fría encima y la habían abofeteado". Según Rathbun, que en ese momento ya había abandonado Scientology, durante doce horas "Debbie fue obligada a permanecer de pie en un gran cubo de basura y enfrentarse a cien personas que le gritaban exigiendo una confesión sobre sus 'tendencias homosexuales'. Mientras esto sucedía, , le vertieron agua sobre la cabeza. A Debbie le pusieron carteles alrededor del cuello, uno de ellos marcado con un marcador mágico "LESBO" mientras se llevaba a cabo la tortura. Debbie fue abofeteada repetidamente en la cara por otras mujeres en la habitación durante el interrogatorio. Debbie nunca se quebró." Cook dijo al tribunal que otro ejecutivo del culto, que no había sido enviado al agujero, se había opuesto a lo que había visto allí durante una visita. Según Cook, el ejecutivo recibió una paliza durante dos horas y le ordenaron lamer el piso del baño durante al menos treinta minutos.
Ella testificó que Yager y Lesevre, dos de los más altos ejecutivos del culto, fueron presionados para que declararan que habían tenido una aventura homosexual y fueron golpeados hasta que "confesaron". Según De Vocht, Miscavige empujó a Yager al suelo y le dijo a un ejecutivo negro
Por cierto, [Yager] piensa que los negros son ineptos y no quieren que la cienciología ayude a los negros. Ve a patearlo. .' Entonces [Yager] está en el suelo y ella lo está pateando". Tanto Yager como el otro ejecutivo han negado este relato.

## Abandonando el complejo
Rathbun pasó sólo cuatro días en The Hole en 2004, pero dice que se fue después de ver a su viejo amigo, De Vocht, siendo golpeado físicamente por Miscavige. Según Rathbun, una noche los ejecutivos encarcelados recibieron la orden de correr hasta un edificio a 400 metros de distancia y regresar. Mientras los llevaban de vuelta al complejo, él se escapó y se escondió entre los arbustos hasta que el grupo desapareció de la vista. Recuperó su motocicleta, se escondió entre la maleza y salió por las puertas de la Base Dorada cuando se abrieron para dejar entrar un coche. Posteriormente alquiló un coche y pasó un mes recorriendo al Sur antes de establecerse en el sur de Texas.
De Vocht abandonó la Cienciología en mayo de 2005, después de que supuestamente fue atacado por Miscavige. Según De Vocht, le dijo a su esposa, una ayudante de Miscavige, que lucharía si volvía a ocurrir. Posteriormente, se le declaró una "persona represiva" y anunció su intención de marcharse. El guardia del complejo se negó a abrir la puerta, por lo que saltó la valla y caminó hasta Hemet, California, a seis millas de distancia. Más tarde, la Iglesia le envió una factura de 98,000 dólares por "gorrón".

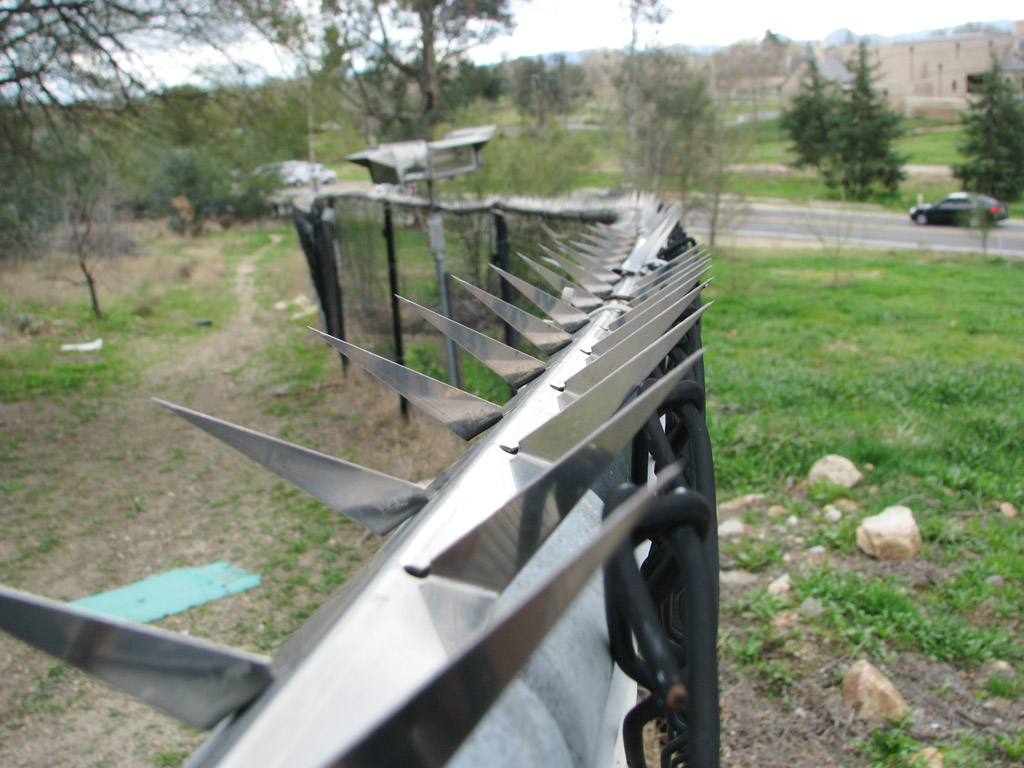
La valla de cuchillas de Gold Base, que Tom De Vocht escaló en mayo de 2005 para escapar del complejo.

Rinder pasó casi dos años en The Hole entre 2004 a 2007, saliendo ocasionalmente para ocuparse de asuntos de relaciones públicas, como por ejemplo, para tratar con el documental Scientology and Me (La cienciología y yo) del periodista de la BBC John Sweeney. Rinder dice que Miscavige estaba furioso por la forma en que habían tratado a Sweeney y le ordenó a Rinder que fuera a Sussex a cavar zanjas en una propiedad de la Cienciología. En lugar de eso, desertó y finalmente se instaló en Denver, Colorado.
Cook abandonó The Hole en mayo de 2007 después de pasar siete semanas allí, cuando la enviaron de vuelta a Clearwater, Florida, para organizar un importante evento público en el que participaría Miscavige. Según Cook, otro miembro del personal la llevó al centro de Clearwater, junto con su marido, para comer en el comedor de la Cienciología. La pareja aprovechó la oportunidad para huir cuando el miembro del personal entró a desayunar; Cook se subió al asiento del conductor, condujo con su marido hasta la agencia de alquiler de coches más cercana y alquiló un coche para ir a la casa de su padre en Carolina del Norte. Antes de llegar allí, fueron interceptados por funcionarios de la Cienciología y se les ordenó regresar a Clearwater. Pasó tres semanas bajo vigilancia, y en un momento dado escribió una carta a su madre en la que decía que si no la liberaban "tomaría todas las medidas necesarias, como cortarme las venas", antes de firmar finalmente un acuerdo de indemnización. Más tarde dijo que, en ese momento, "habría firmado que apuñalé bebés una y otra vez y me encantó". Cook abandonó el agujero en mayo de 2007 después de pasar siete semanas allí.
Brousseau no fue enviado al Agujero, pero lo que vio le hizo decidir abandonar la Cienciología en 2010 después de 33 años en la Iglesia. Le sorprendió cómo "docenas de estas personas [encerradas] estaban tan vivas, pero las miré ahora y eran solo cáscaras. No decían ni inventaban nada, parecían no tener ningún propósito, eran como ovejas. No hay forma de que 100 personas puedan ser malvadas, horribles y David [Miscavige] es el único [ético]. De ninguna manera". Había conocido y sido amigo de algunas de las personas en el Agujero durante décadas y no podía soportar lo que estaba viendo. Como él mismo lo expresó, "No puedo detenerlo, pero al menos puedo dejar de apoyarlo. Hasta luego".

## Exposición a los medios y consulta legal

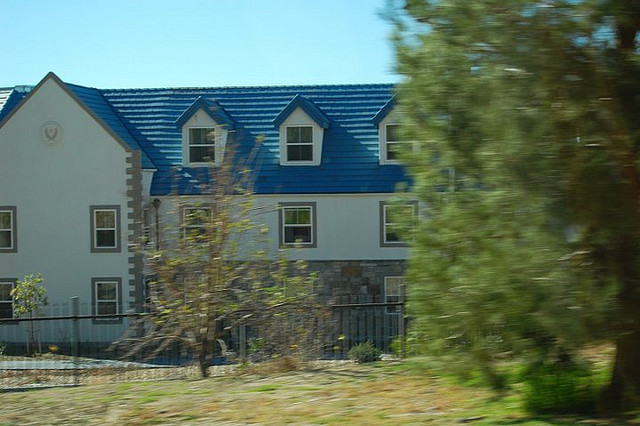
Vista de la carretera del edificip "Berthing" de la Base dorada, donde se informó, a los ejecutivos del agujero, se les permitió dormir después de que los medios de comunicación expusieran el agujero en 2009.

A partir de 2009, varios exmiembros de la Cienciología comenzaron a hablar sobre el Agujero, tanto a los medios de comunicación como al FBI. Rathbun escribió en el Daily News de Nueva York en julio de 2012 que había "decidido que [él] tenía que hablar antes de que alguien fuera asesinado en el Agujero".
En junio de 2009, el Tampa Bay Times publicó una serie de artículos sobre el funcionamiento interno de la Cienciología titulados "The Truth Rundown", en los que se detallaban los relatos de palizas y otros episodios de violencia entre Miscavige y otros altos ejecutivos de la Cienciología. El The Times publicó en enero de 2013 un relato detallado del agujero, complementado con entrevistas a desertores de la secta, mientras que "The Village Voice" intentó recopilar una lista de los ejecutivos que se dice que han estado encarcelados allí. ABC News también informó sobre el relato de Cook sobre el centro de detención.
Según Brousseau, la mala publicidad provocó reformas en el agujero. A sus internos se les permitió dormir en camas adecuadas en los cuartos de "atraque" ubicados en otras partes del complejo. Describe su nueva rutina de siete días a la semana que comienza cuando "se levantaban, se duchaban y luego iban al comedor a las 9:30 a.m. Tenían treinta minutos para desayunar. Luego caminaban hasta The Hole. Se sentaban en sus escritorios. No tengo idea de qué trabajo hacían. Trabajaban hasta las 12:30 o la 1:00 p.m. Luego los llevaban de regreso al comedor y tenían treinta minutos para almorzar. Luego los llevaban de regreso al agujero y estaban allí hasta las 6:00 p.m."
Después de una cena de treinta minutos, los llevaron a la sala de estudio y permanecieron allí "durante dos horas y media, hasta aproximadamente las 9:30 p.m. Luego fueron al Hole nuevamente para terminar su día. A las 11:00 p.m. o las 12:00 de la medianoche, los llevaban de regreso a Berthing". También se dijo que se habían suavizado algunas de las restricciones para contactar con personas externas. Sin embargo, a otros miembros del personal de cienciología se les seguía animando a evitar el contacto con los reclusos: "No hablabas con ellos, mirabas para otro lado, abandonabas la zona si los veías, era como la peste negra". Brousseau comentó: "Te mantenías alejado de esta gente. Se les considera lo peor de lo peor".
Los intentos de las fuerzas del orden de investigar las condiciones en la Base de oro se han visto bloqueados por dificultades legales y la falta de voluntad de los habitantes de la base para hablar con la policía. Según Wright, que escribió un relato sobre el Agujero en su libro de 2013 Going Clear: Scientology, Hollywood, and the Prison of Belief, la oficina del sheriff del condado de Riverside nunca ha recibido una queja de alguien en la base sobre el trato que reciben allí, a pesar de los numerosos relatos de malos tratos. Wright atribuye esto al miedo que tienen muchos cienciólogos de avergonzar a la Cienciología y de verse obligados a romper el contacto con sus familias y amigos.
En 2009, el FBI abrió una investigación sobre posibles delitos de tráfico de personas por parte de la Iglesia de la Cienciología, después de que se publicaran los relatos de desertores de la Base Dorada. El Tampa Bay Times informó de que la vigilancia aérea del FBI de la propiedad mostraba columnas de ejecutivos que eran escoltados. Sin embargo, no se tomó ninguna medida contra la Cienciología. La investigación se paralizó tras un fallo de un juez del Tribunal de Distrito de los EE. UU. en un caso relativo a las quejas de Marc y Claire Headley contra la Cienciología por el trato que recibían en Gold Base.

### Headley et al. v. Iglesía de la Cienciología et al.
En 2009, Marc y Claire Headley demandaron a Scientology bajo la Ley de Protección de Víctimas de Tráfico y Violencia de 2000. En respuesta, los abogados de la iglesia argumentaron que la Primera Enmienda prohibía a los tribunales considerar "una demanda por trabajo forzado basada en... factores sociales y psicológicos", porque se refieren a "las creencias, la educación religiosa, la formación religiosa, las prácticas religiosas, las restricciones del estilo de vida religioso de una orden religiosa".
La Cienciología reconoció que las reglas bajo las que vivían los Headley incluían la prohibición de tener hijos, censura de correo, llamadas telefónicas monitoreadas, necesidad de permiso para tener acceso a Internet y ser disciplinados a través del trabajo manual. El Tribunal de Apelaciones del Noveno Circuito señaló en un fallo emitido en julio de 2012 que a Marc Headley se le había obligado a limpiar a mano los excrementos humanos de un estanque de aireación en el complejo sin equipo de protección, mientras que a Claire Headley se le prohibió el acceso al comedor durante hasta ocho meses en 2002. Perdió 30 libras como resultado de subsistir a base de barras de proteínas y agua. Además, se la obligó a tener dos abortos para cumplir con la política de no tener hijos de la Sea Org. Los Headley también sufrieron abuso físico por parte de los ejecutivos de la iglesia y vieron a otros siendo tratados violentamente.

### La Iglesia de Scientology Internacional contra Debbie Cook
En enero de 2012, la cienciología presentó una demanda contra Cook por difamación después de que ella enviara un correo electrónico a 3.000 miembros de la Iglesia criticando sus métodos de recaudación de fondos. La demanda contra ella fue rápidamente resuelta sin pago por ninguna de las partes el 23 de abril de 2012, después de que a Cook se le permitió testificar durante tres horas sobre su descripción de las condiciones en el agujero.